# Gare de Servas - Lent
Gare de Servas - Lent – przystanek kolejowy w Servas, w departamencie Ain, w regionie Owernia-Rodan-Alpy, we Francji.
Został otwarty w 1866 r. przez Compagnie des chemins de fer de Paris à Lyon et à la Méditerranée (PLM). Dziś jest przystankiem kolejowym Société nationale des chemins de fer français (SNCF), obsługiwanym przez pociągi TER Rhône-Alpes.

## Położenie
Znajduje się na wysokości 266 m n.p.m., na km 56,344 linii Lyon – Bourg-en-Bresse, pomiędzy stacjami Saint-Paul-de-Varax i Bourg-en-Bresse.